# Пейдж Макферсон
Пейдж Макферсон  (англ. Paige McPherson, 1 жовтня 1990) — американська тхеквондистка, олімпійська медалістка.

## Виступи на Олімпіадах
| Олімпіада   | Вагова категорія | Місце |
| ----------- | ---------------- | ----- |
| Лондон 2012 | до 67 кг         | 3T    |